# Господар (Цілком таємно)

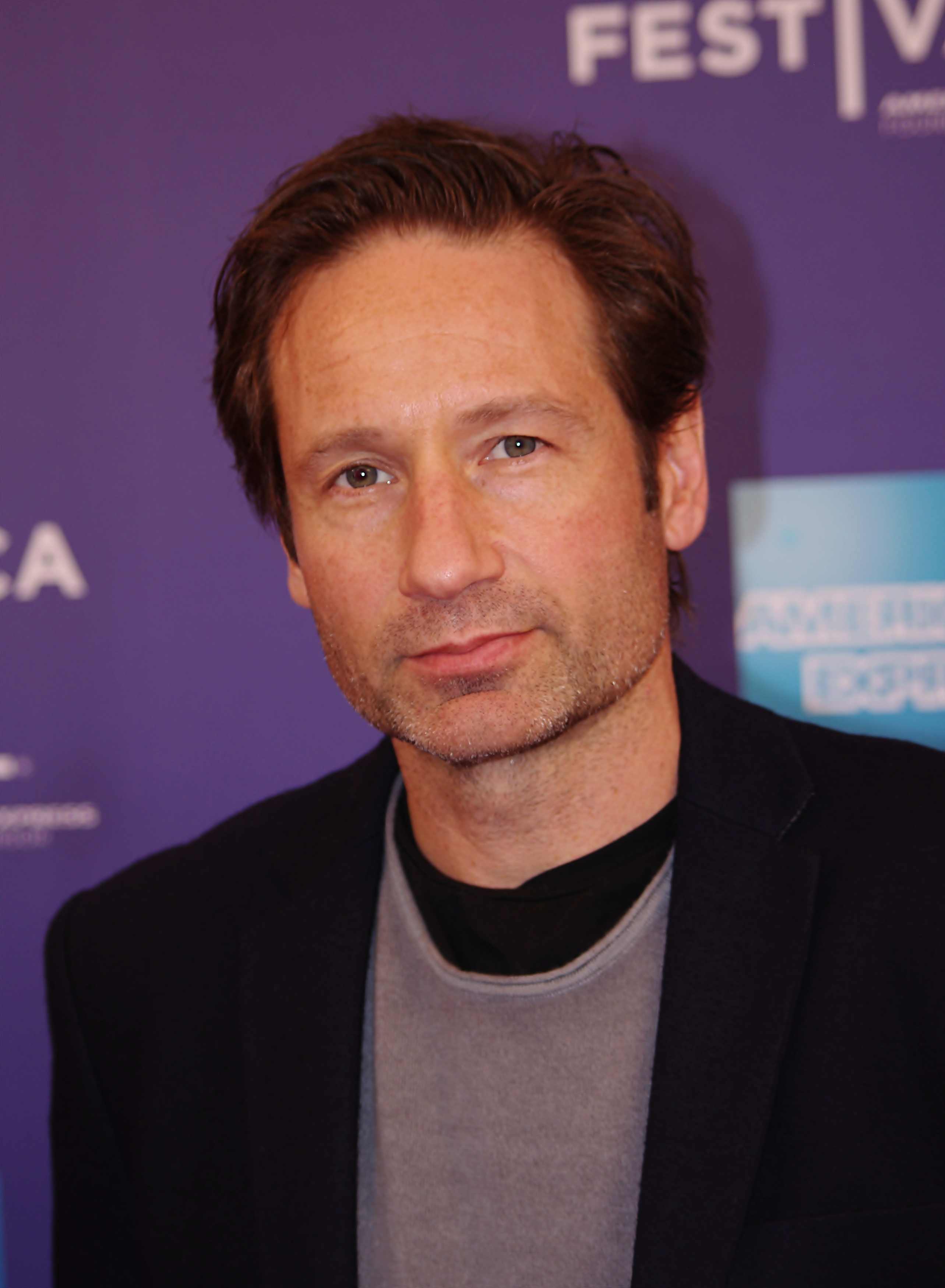

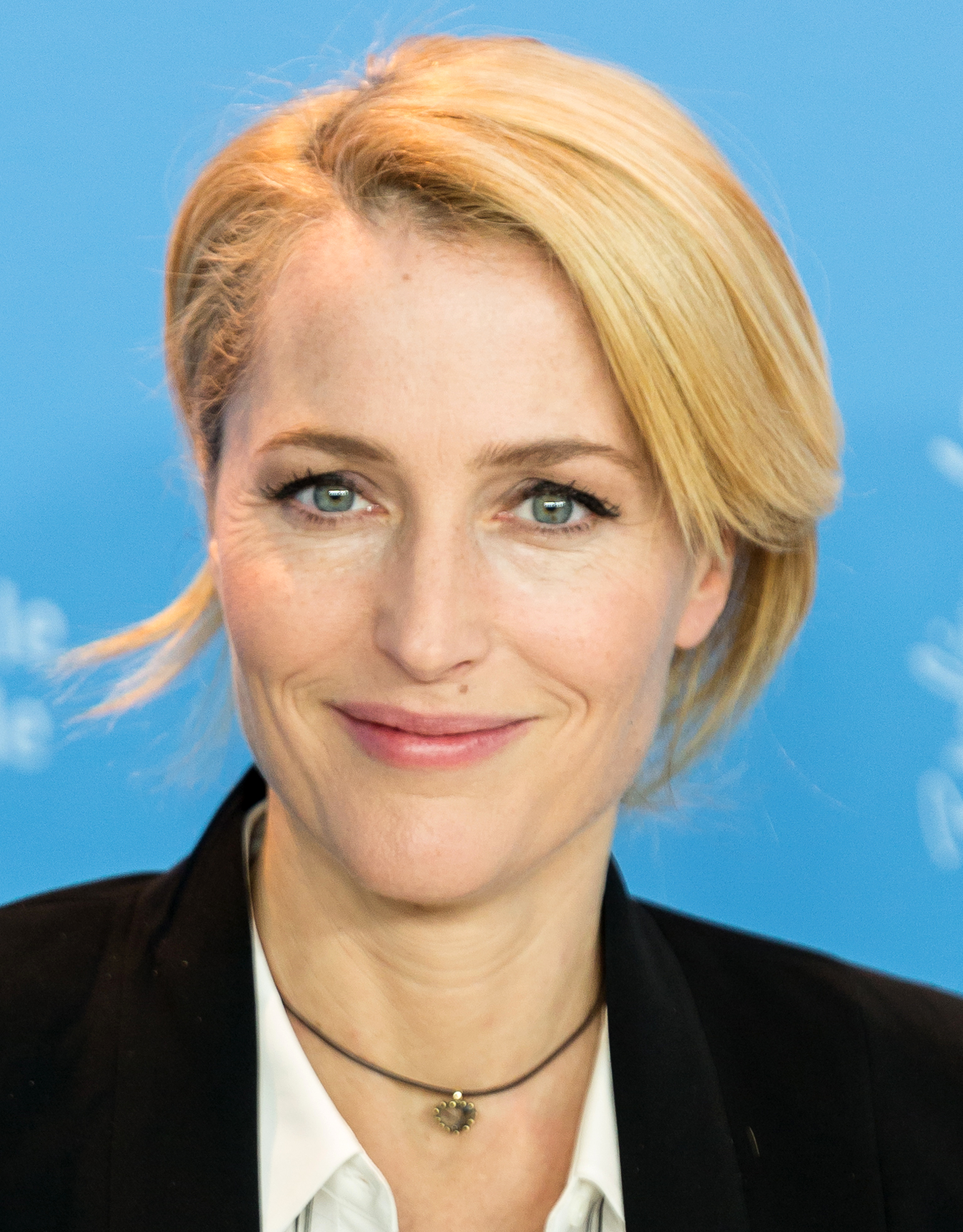

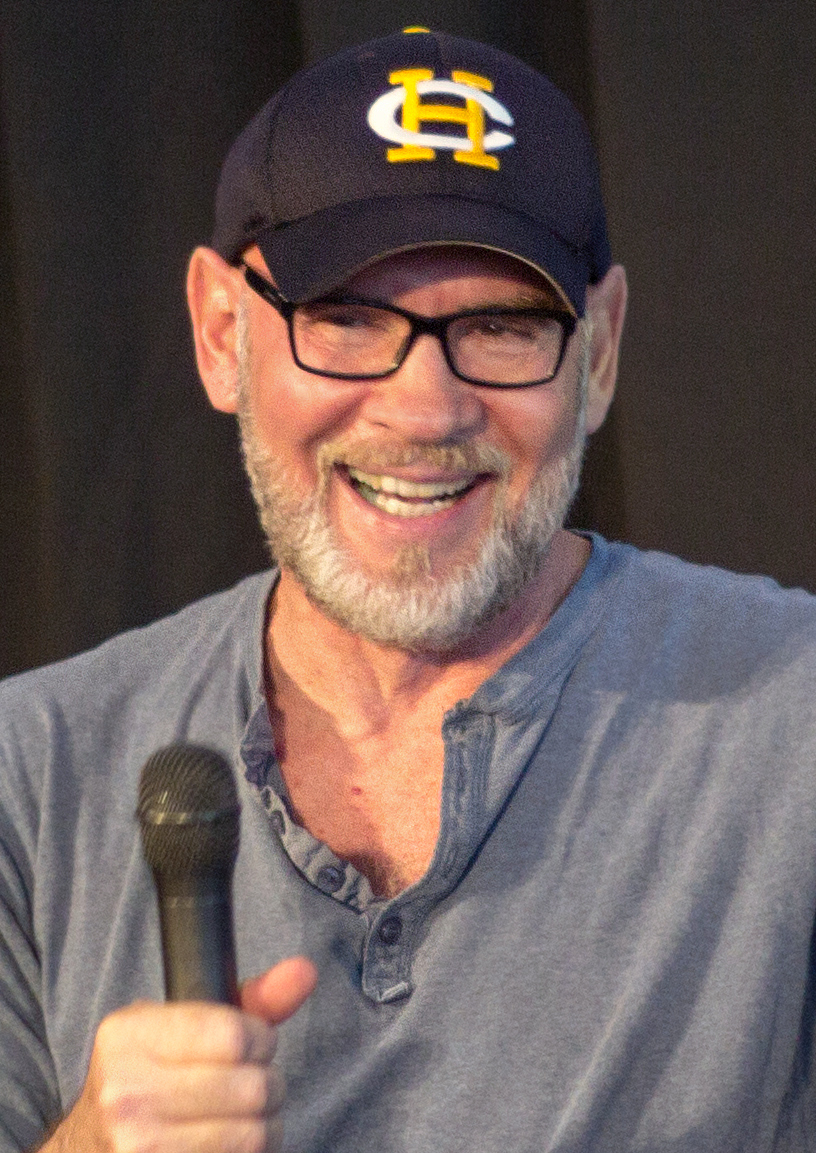

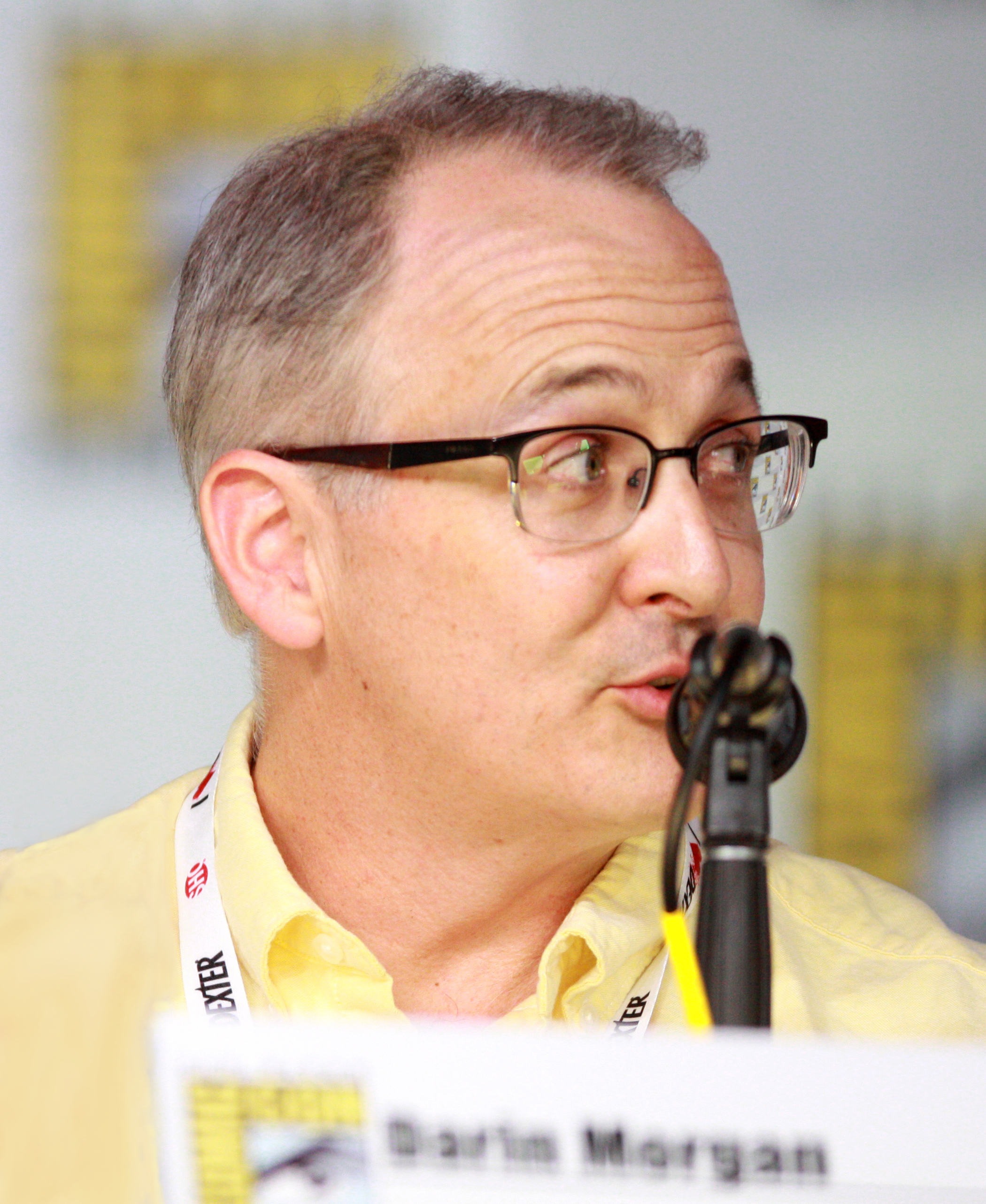

Господар (англ. The Host) — друга частина другого сезону телесеріалу «Цілком таємно».

## Короткий зміст
На російському транспортному судні, що перебуває неподалік від узбережжя Нью-Джерсі, моряка, котрий намагається полагодити гальюн, якась сила затягує в очисну систему. Товариші намарно намагаються його врятувати. Згодом наполовину об'їдене тіло знаходять в каналізаційному колекторі через кілька днів. Малдер скерований на розслідування цієї справи, відвідує в Ньюарку детектива Нормана, котрий показує агенту все ще невпізнаний труп.
Малдер сприймає цю справу як покарання за попередні вчинки між наркоторговцями та намагається відмовитися від розслідування, проте Скіннер забороняє йому відсторонитися. Тієї ж ночі Малдер розмовляє з колишньою напарницею Дейоню Скаллі та повідомляє, що роздумує над полишенням роботи в ФБР. Він не підтримує пропозицію Дейни оформити перехід в Квантіко, оскільки переконаний, що в ФБР не бажають, щоби вони працювали разом. Дейна пропонує провести аутопсію тіла моряка, та виявляє татуювання з іменем кирилицею на руці і ціп'яка в черевній порожнині.
У Ньюарці працівник Крейг мало що не тоне у підземній каналізації, однак напарнику вдається його врятувати. Постраждалий переконаний, що його атакував пітон. Працівник звертається до лікаря, котрий викликає Малдера. Крейг жаліється на дивний присмак у роті, а на його спині виявляється п'ять великих ран в незвичайній послідовності. Скаллі показує Малдеру гельмінта, якого вона виявила в тілі померлого, чий рот, хоча й меншого розміру, збігається з розміщенням ран на спині Крейга. Малдер отримує дзвінок від невідомої людини, яка стверджує, що є його товаришем з ФБР. Цієї ж ночі в душі Крейг викашлює гельмінта й помирає. Малдер відвідує очисні споруди; в цей час працівник станції знаходить у одному з очисних відсіків величезного гуманоїда з присоскою стьожкового черва замість рота.
У Квантіко хтось підсовує Скаллі под двері газетну замітку, яка допомагає встановити особу загиблого російського моряка. Малдер та Скаллі зустрічаються на очисних спорудах, оглядаючи дивну червоподібну істоту. Скіннер повідомляє Малдеру про рішення Міністерства юстиції піддати істоту психіатричній експертизі та судити за вбивство двох людей, Малдер на це заперечує, що постраждалий не є людиною та до нього не можуть застосовуватися звичайні юридичні процедури. Скіннер повідомляє Малдеру про смерть Крейга і визнає — цей випадок був би справою «Секретних матеріалів», якби відділ все ще був відкритий.
Цієї ж ночі працівники завантажують до фургону федерального маршала знерухомленого людинохробака, однак мутант по дорозі звільнюється від ременів та, вбивши водія, утікає до околиць наметового містечка. Там людинохробак ховається в мобільному туалеті, а наступного дня опиняється в асенізаторській цистерні. Малдер отримує ще один телефонний дзвінок від незнайомця, який попереджує агента, що успішне розслідування цієї справи обов'язкове для відновлення роботи «Секретних матеріалів».
Через асенізаторську цистерну людинохробак знову потрапляє на очисні споруди, намагаючись вибратися в море. Скаллі переконана, що хробак, якого вона виявила в тілі загиблого моряка — це личинка, відкладена для відтворення. В часі пошуків причини переповнення стічних колекторів мутант затягує під воду одного зі співробітників очисного комбінату. Малдер рятує інженера, перекривши каналізаційну решітку, якою розрубує навпіл людинохробака. Скаллі підбиває підсумки свого дослідження: генетична структура мутанта вказує, що це людиноподібна істота, здатна до регенерації та самовідтворення як хробак. Дейна доходить висновку, що істота потрапила до берегів США на російському вантажному судні, та висуває гіпотезу, що створіння з'явилося в радіоактивних стічних водах Чорнобиля.
Десь у каналізаційних тунелях половина розрубаного людинохробака розплющує очі.

## Знімались
| Актор             | Роль               |
| ----------------- | ------------------ |
| Девід Духовни     | Фокс Малдер        |
| Джилліан Андерсон | Дейна Скаллі       |
| Мітч Піледжі      | Волтер Скіннер     |
| Дерін Морган      | Людинохробак       |
| Метью Беннет      | перший робітник    |
| Хротгар Метьюз    | людина з телефоном |
| Габріель Роуз     | Ценцола            |
| Вільямс Стівен    | містер Ікс         |

## Принагідно
- The Host
- The Host| - п - о - р Цілком таємно | - п - о - р Цілком таємно                                                                                                                                                                                                                                                                                                                                                                                                                                                                                                                                                                                                                                                                                                                                                                                                                                                                                                                                                                                                                                                                                                                                                                                                                                                                                                                                                                                                                                                                                                                                                                                                                                                                                                                                                                                                                                                                                                                                                                                                                                                                                                                                                                                                                                                                                                                                                                                                                                                                                                                                                                                                                                                                                                                                                                                                                                                                                                                                                                                                                                                                                                                                                                                                                                                                                                                                                                    | - п - о - р Цілком таємно |
| ------------------------- | --- | ------------------------- |
| Знімальна команда         | - Кріс Картер (творець серіалу, продюсер, сценарист та режисер) - Вінс Гілліган (сценарист, продюсер, режисер) - Френк Спотніц (сценарист, продюсер, режисер) |                           |
| Головні герої             | - Фокс Малдер (Девід Духовни) - Дейна Скаллі (Джилліан Андерсон) - Джон Доггетт (Роберт Патрік) - Волтер Скіннер (Мітч Піледжі) - Моніка Реєс (Аннабет Гіш) - Курець (Вільям Брюс Девіс) |                           |
| Фільми                    | - Цілком таємно: Боротьба за майбутнє - Цілком таємно: Я хочу вірити |                           |
| Інше                      | - Епізоди - Персонажі - Нагороди - The X-Files: The Album |                           |
| Цілком таємно             | \| Сезон 1 \| - Пілот - Глибока глотка - Вузький - Канал - Диявол із Джерсі - Тіні - Привид у комп'ютері - Лід - Космос - Грішний янгол - Єва - Вогонь - За морем - Трансвестит - Лазар - Юний серцем - І.Б.І. - Чудотворець - Образи - Морок опускається - Тумс - Знову народжений - Роланд - Колба Ерленмеєра \| \| Сезон 2 \| - Маленькі зелені чоловічки - Господар - Кров - Безсонний - Дуейн Беррі - Сходження - 3 - Один подих - Вогнехід - Червоний музей - Слава Господня - Обрі - Чарівний - Длань Караюча - Свіжі кості - Колонія - Кінець гри - Жахлива симетрія - Тиха затока - Обман - Калушарі - Ф. Емаскулата - Розсіяне світло - Наше містечко - Анасазі \| \| Сезон 3 \| - Благословенний шлях - Скріпка - Д.П.О. - Останній відпочинок Клайда Бракмана - Список - Надто сором'язливий - Прогулянка - Темниця - Нісей - 731 - Одкровення - Війна копрофагів - Сизигія - Гротеск - Пайпер Мару - Апокриф - Штовхач - Місце, де живуть духи - Пекельні гроші - «Із відкритого космосу» Джо Чанґа - Втілення - Трясина - Сиро змонтовано - Дівчино, підведись \| \| Сезон 4 \| - Раса панів - Дім - Теліко - Занепокоєння - Поле, на якому я помер - Проклятий - Мрії Курця - Тунгуска - Терма - Паперові сердечка - Світ обертається - Леонард Беттс - Більше ніколи - Пам'ятай про смерть - Каддіш - Невідомщений - Час летить - Макс - Синхронність - Дурниці - Нульовий підсумок - Елегія - Демони - Гефсиманський сад \| \| Сезон 5 \| - Повернення - Повернення II - Незвичайні підозрювані - Об'їзд - Прометей постмодернізму - Різдвяний гімн - Емілі - Полювання на лиса - Шизогонія - Чінга - Курок - Погана кров - Пацієнт Ікс - Червоне і чорне - Мандрівники - Око розуму - Всі душі - Варіант "Пайн-Блаф" - Обопільне божевілля - Кінець \| \| Сезон 6 \| - Початок - Перегони - Трикутник - Країна мрії - Країна мрії II - Як привиди поцупили Різдво - Мова ніжності - Король дощу - Резолюція Сенату №819 - Тітон - Двоє батьків - Один син - Погана вода - Понеділок - Аркадія - Альфа - Тревор - Диво - Неприродний - Трійка - Польова поїздка - Біогенез \| \| Сезон 7 \| - Шосте вимирання - Шосте вимирання II: Любов до долі - Голодний - Міленіум - Натиск - Варіант Голдберга - Орісон - Дивовижний Маліні - Знамення і дива - Буття і час - Закриття - Ікс-Копи - Стрілячка від першої особи - Крадій - Як друг - Химера - Всі речі - Марка "Ікс" - Голлівуд, н. е. - Бійцівський клуб - Я бажаю - Реквієм \| \| Сезон 8 \| - Зсередини - Ззовні - Терпіння - Зозуленята - Заклинання - Вбивство - Через заперечення - Контрольний постріл - Спасіння - Відплата - Дар - Медуза - Вручну - Цього не може бути - Живий мрець - Три слова - Емпедокл - Вони йдуть - Один - Сутність - Існування \| \| Сезон 9 \| - Нічого особливого сьогодні не сталося - Нічого особливого сьогодні не сталося II - Сатана - 4-D - Повелитель мух - Не вір нікому - Джон Доу - Крокуючий до пекла - Походження - Провидіння - Одрі Полі - Низина - Неймовірно - Страшні монстри - Стрибок акули - Вільям - Звільнення - Сонячні дні - Істина \| \| Сезон 10 \| - Моя боротьба - Мутація засновника - Малдер і Скаллі зустрічають дволикого монстра - Знову вдома - Вавилон - Моя боротьба II \| \| Сезон 11 \| - Моя боротьба III - Це - Плюс один - Втрачене мистецтво поту на лобі - Гуль - Кошеня - Rm9sbG93ZXJz - Знайомий - Ніщо не вічне - Моя боротьба IV \| |                           |
| Сезон 1                   | - Пілот - Глибока глотка - Вузький - Канал - Диявол із Джерсі - Тіні - Привид у комп'ютері - Лід - Космос - Грішний янгол - Єва - Вогонь - За морем - Трансвестит - Лазар - Юний серцем - І.Б.І. - Чудотворець - Образи - Морок опускається - Тумс - Знову народжений - Роланд - Колба Ерленмеєра |                           |
| Сезон 2                   | - Маленькі зелені чоловічки - Господар - Кров - Безсонний - Дуейн Беррі - Сходження - 3 - Один подих - Вогнехід - Червоний музей - Слава Господня - Обрі - Чарівний - Длань Караюча - Свіжі кості - Колонія - Кінець гри - Жахлива симетрія - Тиха затока - Обман - Калушарі - Ф. Емаскулата - Розсіяне світло - Наше містечко - Анасазі |                           |
| Сезон 3                   | - Благословенний шлях - Скріпка - Д.П.О. - Останній відпочинок Клайда Бракмана - Список - Надто сором'язливий - Прогулянка - Темниця - Нісей - 731 - Одкровення - Війна копрофагів - Сизигія - Гротеск - Пайпер Мару - Апокриф - Штовхач - Місце, де живуть духи - Пекельні гроші - «Із відкритого космосу» Джо Чанґа - Втілення - Трясина - Сиро змонтовано - Дівчино, підведись |                           |
| Сезон 4                   | - Раса панів - Дім - Теліко - Занепокоєння - Поле, на якому я помер - Проклятий - Мрії Курця - Тунгуска - Терма - Паперові сердечка - Світ обертається - Леонард Беттс - Більше ніколи - Пам'ятай про смерть - Каддіш - Невідомщений - Час летить - Макс - Синхронність - Дурниці - Нульовий підсумок - Елегія - Демони - Гефсиманський сад |                           |
| Сезон 5                   | - Повернення - Повернення II - Незвичайні підозрювані - Об'їзд - Прометей постмодернізму - Різдвяний гімн - Емілі - Полювання на лиса - Шизогонія - Чінга - Курок - Погана кров - Пацієнт Ікс - Червоне і чорне - Мандрівники - Око розуму - Всі душі - Варіант "Пайн-Блаф" - Обопільне божевілля - Кінець |                           |
| Сезон 6                   | - Початок - Перегони - Трикутник - Країна мрії - Країна мрії II - Як привиди поцупили Різдво - Мова ніжності - Король дощу - Резолюція Сенату №819 - Тітон - Двоє батьків - Один син - Погана вода - Понеділок - Аркадія - Альфа - Тревор - Диво - Неприродний - Трійка - Польова поїздка - Біогенез |                           |
| Сезон 7                   | - Шосте вимирання - Шосте вимирання II: Любов до долі - Голодний - Міленіум - Натиск - Варіант Голдберга - Орісон - Дивовижний Маліні - Знамення і дива - Буття і час - Закриття - Ікс-Копи - Стрілячка від першої особи - Крадій - Як друг - Химера - Всі речі - Марка "Ікс" - Голлівуд, н. е. - Бійцівський клуб - Я бажаю - Реквієм |                           |
| Сезон 8                   | - Зсередини - Ззовні - Терпіння - Зозуленята - Заклинання - Вбивство - Через заперечення - Контрольний постріл - Спасіння - Відплата - Дар - Медуза - Вручну - Цього не може бути - Живий мрець - Три слова - Емпедокл - Вони йдуть - Один - Сутність - Існування |                           |
| Сезон 9                   | - Нічого особливого сьогодні не сталося - Нічого особливого сьогодні не сталося II - Сатана - 4-D - Повелитель мух - Не вір нікому - Джон Доу - Крокуючий до пекла - Походження - Провидіння - Одрі Полі - Низина - Неймовірно - Страшні монстри - Стрибок акули - Вільям - Звільнення - Сонячні дні - Істина |                           |
| Сезон 10                  | - Моя боротьба - Мутація засновника - Малдер і Скаллі зустрічають дволикого монстра - Знову вдома - Вавилон - Моя боротьба II |                           |
| Сезон 11                  | - Моя боротьба III - Це - Плюс один - Втрачене мистецтво поту на лобі - Гуль - Кошеня - Rm9sbG93ZXJz - Знайомий - Ніщо не вічне - Моя боротьба IV |                           |